# Diplechinus
Diplechinus is een geslacht van uitgestorven zee-egels uit de familie Stomechinidae.

## Soorten
- Diplechinus hebbriensis Lambert, 1931 † Vroeg-Jura (Pliensbachien), Marokko.